# Châteauvieux-les-Fossés
Châteauvieux-les-Fossés es una población y comuna francesa, en la región de Franco Condado, departamento de Doubs, en el distrito de Besançon y cantón de Ornans.

## Demografía
| 18 | 15 | 14 | 14 | 9 | 11 |
| Para los censos de 1962 a 1999 la población legal corresponde a la población sin duplicidades (Fuente: INSEE [Consultar]) |    |    |    |   |    |